# Jimmy Carl Black
Jimmy Carl Black (nato James Inkanish Jr.; El Paso, 1º febbraio 1938 – Siegsdorf, 1º novembre 2008) è stato un musicista statunitense, batterista e cantante dei The Mothers of Invention..

## Biografia
Nato ad El Paso, Texas, era di sangue Cheyenne. Il suo motto era: "Hi Boys and Girls, I'm Jimmy Carl Black, and I'm the Indian of the group." (Salve, ragazzi e ragazze, io sono J.C.B. e sono l'Indiano del Gruppo).

In alcuni album dei Mothers è indicato come: " J.C.Black: Batteria, Voce e Poverta' ".
Nel film 200 Motels interpreta il ruolo del cowboy rozzo e razzista che canta la canzone Lonesome Cowboy Burt.
Negli anni 70 allo scioglimento dei Mothers si unisce a Captain Beefheart & The Magic Band, per poi formare i Geronimo Black con l'altro ex-Mothers Of Invention Bunk Gardner (fiati).

Negli anni 80 Jimmy, Bunk e un altro ex M.O.I., il tastierista Don Preston, fondano The Grandmothers assieme ad altri ex musicisti di Frank Zappa, ma nonostante una certa notorietà in Europa, la band ha vita breve.

Jimmy allora si trasferisce ad Austin, Texas,  dove incontra il cantante inglese Arthur Brown. Il duo registra insieme un album di standard R&B (Black, Brown and Blue) e si esibisce dal vivo.

Nel 1993 Jimmy si sposta in Europa, dove riforma The Grandmothers con i membri originali Don e Bunk, il bassista olandese-texano Ener Bladezipper e il chitarrista italiano Sandro Oliva.
Inoltre lavora con i Muffin Men, una Frank Zappa tribute band originaria di Liverpool, Regno Unito, e con Jon Larsen, nel surreale progetto Strange News From Mars, che comprende altri ex musicisti di Zappa, come Tommy Mars, Bruce Fowler, Arthur Barrow.
Nel 2001 alla nomina degli Steely Dan's nella Rock and Roll Hall of Fame, Walter Becker chiese ai presenti se ricordavano chi fosse stato l'originale batterista dei Mothers of Invention.  Becker ha invano cercato di far entrare Jimmy nella Rock and Roll Hall of Fame come membro fondatore dei Mothers of Invention.
Nel 2007 è uscita una biografia in musica di J.C.B. chiamata The Jimmy Carl Black Story.
Nell'agosto 2008 gli viene diagnosticato un cancro ai polmoni, e muore il 1º novembre.
Concerti in sua memoria sono stati organizzati sia negli States che in Europa.

## Discografia
- The Keys (1962 - ?)
- The Soul Giants (1964)
- The Mothers of Invention (con Frank Zappa, 1964 - 1969)
- Geronimo Black (1970 - 1973)
- The Valley Loboys (mid/late 1970s)
- Brown Black And Blue con Arthur Brown (1980)
- The Grandmothers (dal 1980 in poi)
- Jimmy Carl Black and the Mannish Boys (mid/late 1980s?)
- The Jack & Jim Show (con Eugene Chadbourne, 1991 - 1994, 2007)
- The Farrell and Black Band (dal 1995 in poi)
- The Muffin Men (dal 1993 in poi)
- Sandro Oliva & the Blue Pampurio's (dal 1994 in poi)
- Jon Larsen's Strange News From Mars Band (2006 - 2008)
- The Jimmy Carl Black Story (double) - con Jon Larsen (2008) Zonic Entertainment
- Ella Guru The First Album (2004) (canta negli ultimi due brani)
- Jimmy Carl Black Freedom Jazz Dance (con Bruno Marini - 2008 AzzurraMusic)